# لبنة (مشتق حليب)
اللبنة هو تكثيف اللبن الرائب أو اللبن المخفوق أو المخضوض (من لبن الزبادي أو اللبن الرائب) بعد نزع الزبدة منه وهي الطريقة القروية البسيطة، حيث يوضع هذا اللبن في كيس من قماش الململ الخفيف ليسهل نضح كافة الماء الوجود في اللبن إلى الخارج، وهذا الماء يعرف باسم الشرش.
تعتمد طرق تحضير اللبنة المثلى لتكون جاهزة لتناولها على نسبة تخلصها من الماء، فإذا جففت كثيرا يمكن تكوير اللبنة على شكل كرات صغيرة تغمر بزيت الزيتون وتحفظ في أوعية زجاجية (مرطبانات) ذات غطاء محكم، أو تخليصها من الماء بصورة قليلة أو متوسطة فتسكب في أوعية خزفية (زبادي جمع زبدية كما تسمى في الشام أو منشاسة كما تسمى في العراق) يرش منقوع النعناع اليابس والمطحون مع قليل من الفلفل الأحمر الحار على وجه اللبنة ويسكب زيت الزيتون على سطحها وتكون جاهزة للأكل.
تعتبر اللبنة نوع من أنواع المَزّة في المطبخ الشرق أوسطي.
تسمى اللبنة المكوّرة في لبنان اللبنة المكعزلة، واللبنة المدعبلة في سوريا، والمدحبرة أو المكعبلة في فلسطين والأردن.

## المعلومات الغذائية
تحتوي حصة اللبنة (100غ تقريباً)، بحسب موقع شهية، على المعلومات الغذائية التالية:
- السعرات الحرارية: 152
- الدهون: 8
- الدهون المشبعة: 5
- الكوليسترول: 32
- الكاربوهيدرات: 12
- البروتينات: 9

وصفة اللبنة مع معلوماتها الغذائية

## الانتشار
تنتشر اللبنة في بلاد الشام ودول شرق البحر المتوسط والشرق الأوسط وآسيا الوسطى وجنوب آسيا، وتستخدم في طهي العديد من الاطباق مثل المنسف الأردني، كما يمكن تناولها من دون طبخ كطبق للإفطار، أو كمقبلات، أو كأحد مكونات الشطائر، ومن أشهره هذه الشطائر في منطقة الشرق الأوسط شطيرة اللبنة مع النعناع والزعتر والزيتون في خبز البيتا.
وفي مصر يصنعون الجبن القريش وهو نوع من الجبن شبيه باللبنة إلى حد كبير ويُصنع من تسخين اللبن ببطء حتى يتخثر ويتفكك، ثم يوضع في القماش القطني ليصفى، و تكون نسبة البروتين في الجبن الناتج حوالي 17.6٪.
تشتهر اللبنة في إيران كطبق جانبي في جميع الوجبات أو كمقبلات تقدم مع بعض الخضروات مثل الخيار والبصل والكراث أو مع الأعشاب الطازجة مثل الشبت والنعناع والبقدونس والكزبرة والسبانخ.

### في شبه القارة الهندية
تصنع جبن شكا في الهند بتجفيف اللبن الرائب باستخدام الشاش، وتدخل ضمن مكونات العديد من الأطباق مثل حلوى الشريخاند التي تتمتع بشعبية خاصة في ولايتي غوجارات وماهاراشترا، وتتكون من الشكا والسكر والزعفران والهال والفواكه المهروسة أو المقطعة والمكسرات.
يتم تناول الشكا أيضًا في أفغانستان وأجزاء من باكستان مع بعض أطباق الأرز واللحوم.

### في أوروبا

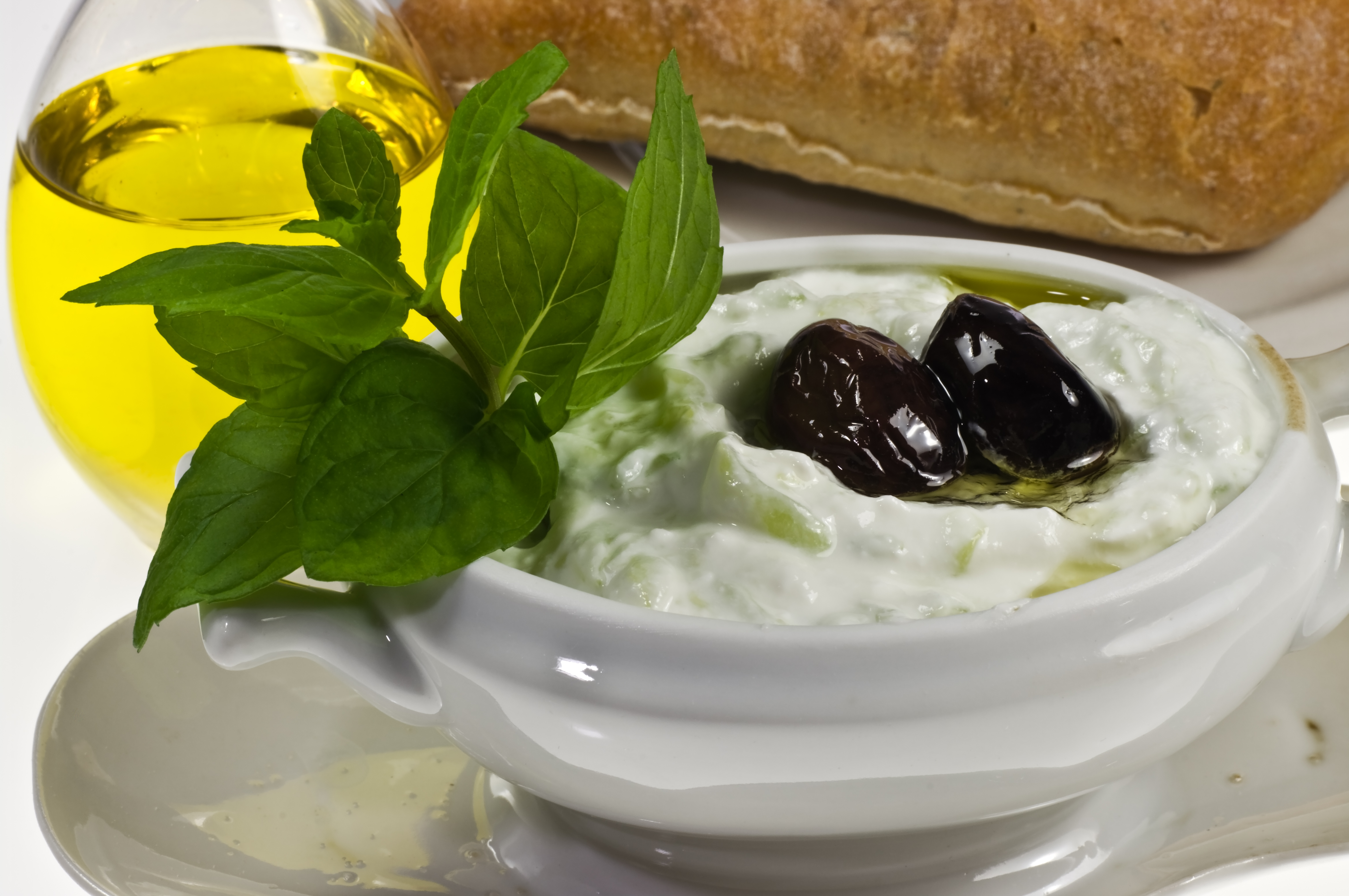
طبق من مقبلات التزاتزيكي اليونانية

تعرف اللبنة في دول أوروبا بالزبادي اليوناني، وتحتوي على نسبة أقل من السكر من الزبادي العادي. في اليونان تصنع بشكل عام من حليب الأغنام وتستخدم في إعداد بعض الاطباق اليونانية مثل طبق مقبلات التزاتزيكي، أو كحلوى بعد إضافة العسل أو شراب الكرز الحامض. ظهر الزبادي اليوناني في المملكة المتحدة في بداية ثمانينيات القرن العشرين عندما بدأت شركة فيج اليونانية في إنتاجه من حليب الابقار وبيعه تحت الاسم التجاري «توتال» ومن هنا سميت اللبنة في أوروبا بالزبادي اليوناني.

## النكهة
تعتمد نكهة اللبنة بشكل كبير على نوع الحليب المستخدم في إنتاجها كما تتأثر بجودة طبقة زيت الزيتون التي تغمر فيها، فاللبنة المصنوعة من حليب البقر على سبيل المثال تكون ذات نكهة خفيفة إلى حد ما.
يستخدم حليب الإبل في إنتاج اللبنة في المملكة العربية السعودية ودول الخليج العربي.